# Un'estate capricciosa
Un'estate capricciosa (Rozmarné léto) è un film del 1968 diretto da Jiří Menzel. Il soggetto è il romanzo omonimo di Vladislav Vančura, scritto nel 1926.

## Riconoscimenti
- 1968 - Festival internazionale del cinema di Karlovy Vary
  - Globo di Cristallo